# Phyllanthus platycalyx
Phyllanthus platycalyx är en emblikaväxtart som beskrevs av Johannes Müller Argoviensis. Phyllanthus platycalyx ingår i släktet Phyllanthus och familjen emblikaväxter.
Artens utbredningsområde är Nya Kaledonien.

## Underarter
Arten delas in i följande underarter:
- P. p. angustifolius
- P. p. platycalyx